# Instituto Raul Soares
O Instituto Raul Soares (IRS) é um hospital fundado em 7 de setembro de 1922 no município brasileiro de Belo Horizonte para o tratamento de doentes psiquiátricos. O instituto faz parte da Fundação Hospitalar do Estado de Minas Gerais (Fhemig).
Localizado na Avenida do Contorno primeiramente, a fundação recebeu o nome de Instituto Neuro-Psiquiátrico. Contudo, no momento de sua inauguração em 1924, o mesmo passa a ser denominado Instituto Raul Soares, tendo Alexandre Drummond como seu primeiro diretor.
Com o passar dos anos, o Instituto Raul Soares passa a ser visto como referência para o tratamento psiquiátrico em Minas Gerais.

## Histórico
Criado em 7 de setembro de 1922 o inicialmente denominado Instituto Neuropsiquiátrico teve sua construção relacionada com os projetos referentes à comemoração do centenário da independência do Brasil.
Idealizado pelo professor de Psiquiatria da faculdade de Medicina de Belo Horizonte, Álvaro Ribeiro de Barros, e projetado pelo engenheiro Antônio Mourthé, o futuro Instituto Raul Soares foi inspirado no Hospital Psiquiátrico de Frankfurt. 
Originalmente, o projeto arquitetônico do IRS era dividido em quatro alas laterais e um corpo central repartido em pavilhões. Nesse corpo central funcionavam as seguintes instalações: “dependências administrativas, vestíbulo, consultórios, sala de recepção, secretaria, diretoria, portaria, sala dos médicos, sala dos internos, biblioteca, sala de conferências, instalações cirúrgicas, salas de curativos, sala de autópsia e sala de operações”.
Em 1924, como consequência da superlotação do Hospital de Assistência a Alienados de Barbacena, o Instituto Raul Soares é inaugurado; já com a nova denominação. A mudança de nome nesse ano se deve a uma homenagem feita ao Governador Raul Soares de Moura, que faleceu em 1924 e muito contribuiu para a gênese do hospital.
Outro fator que levou a abertura do IRS se deve ao declínio do instituto barbacenense: “O instituto barbacenense já estava sendo considerado inadequado e decadente, e a solução encontrada foi a inauguração de um novo hospital em Belo Horizonte”.

## Início dos trabalhos
Dirigido por Alexandre Drummond, o Instituto Raul Soares visava uma modernização do aparato psiquiátrico, sendo considerado uma inovação para a época. Todavia, as inovações ocorriam juntamente aos problemas de superlotação dos hospital. Como a polícia enviava para o recinto todo o tipo de indivíduos, tal empecilho era recorrente: “o carro-forte da polícia despejava no Instituto, não só loucos, mas também leprosos, tuberculosos, marginais, trabalhadores imigrantes e desempregados”.
Já em 1929, Hermelino Lopes Rodrigues, professor de Psiquiatria da Faculdade de Medicina de Belo Horizonte, assume o cargo de diretor do IRS. Em sua gestão, as novidades continuam: ele substitui métodos coercivos e violentos de contenção de pacientes pela liberdade de trânsito dos mesmos pelo hospital e cria oficinas de trabalho em que os doentes psiquiátricos auxiliam em diversas atividades. Tais medidas passam a serem vistas como auxiliares na recuperação dos internos.

## Evolução
No período de 1930 a 1933 foi a vez de Caio Líbano estar na direção do Instituto Raul Soares. Após a saída de Líbano, Galba Moss Velloso é quem assume o cargo. Na regência de Galba Velloso, o hospital passa a ser visto “como [um] local de irradiação de conhecimentos neuropsiquiátricos”.
Na década de 1950 houve mais inovações ocorrendo no IRS, com a implantação de novos medicamentos da psicofarmacologia, a divulgação de resultados de pesquisas feitas com pacientes e a implantação da psicocirurgia (que é um “recurso operatório cerebral destinado a modificar, por meio de intervenção cirúrgica, o comportamento de doentes mentais, atuando basicamente nos circuitos cerebrais relacionados à iminência de violência”.)
Nos anos 1960, mais especificamente em 1963, o diretor do hospital, Joaquim Moretzsohn, funda o Ambulatório Roberto Resende, que visava filtrar e selecionar as internações dos pacientes do IRS. O instituto passa a atender pacientes do sexo masculino apenas, as pacientes seriam agora atendidas no hospital Ambulatório Galba Veloso.
Em 1977 deu-se a vinculação do Instituto Raul Soares à Fundação Hospitalar do Estado de Minas Gerais (FHEMIG). Assim, após essa filiação “o IRS absorve novidades da terapêutica psicanalítica, principalmente após a transferência da Residência de Psiquiatria para o hospital”.
Já em 1991 o conjunto arquitetônico e paisagístico do IRS é tombado como patrimônio histórico. A década de 1990 também foi marcada por significativas melhorias assistenciais no recinto: “o hospital foi ampliado, um centro de convivência foi criado e o serviço de urgência foi remodelado”
Nos dias de hoje, o Instituto Raul Soares é visto como referência para o tratamento de doentes psiquiátricos em Belo Horizonte, fato que o elevou a categoria de hospital de ensino desde 2005.

## Especialidades
Atualmente, o Instituto Raul Soares trata pacientes através de áreas como a Psiquiatria (somente para adultos), a Psicologia, a Terapia Ocupacional e o Serviço Social.
Como campo especializado apresenta o Ambulatório de Psiquiatria Forense e o Programa de inclusão social em parceria com a ONG Ata Cidadania.